# ماوريسيو روزاليس
ماوريسيو روزاليس (بالإسبانية: Pablo Rosales)‏ (10 مارس 1992 بلابلاتا في الأرجنتين - ) هو لاعب كرة قدم أرجنتيني في مركز الدفاع. لعب مع إستوديانتيس دي لا بلاتا.

## وصلات خارجية
- ماوريسيو روزاليس على موقع قاعدة بيانات كرة القدم.إي يو (الإنجليزية)
- ماوريسيو روزاليس على موقع Soccerway.com (الإنجليزية)
- ماوريسيو روزاليس على موقع AS.com (الإسبانية)